# آندرئا یوانا-ماریا ویکتورین
آندرئا یوانا-ماریا ویکتورین (آلمانی: Andrea Joana-Maria Wiktorin؛ زادهٔ ۱۳ دسامبر ۱۹۵۷) یک دیپلمات و سیاستمدار اهل آلمان است که از تاریخ سپتامبر ۲۰۱۹ تا تاریخ سپتامبر ۲۰۲۴ سمت ریاست هیئت اتحادیه اروپا در ارمنستان را برعهده داشت.
وی پیشتر از ۱۶ اوت ۲۰۰۷ تاریخ ۲۳ اکتبر ۲۰۰۹ تا تاریخ سمت سفیر آلمان در ارمنستان را برعهده داشت.

## زندگی‌نامه
در ۱۳ دسامبر ۱۹۵۷ در بن به دنیا آمد . 